# UFC Fight Night: Hunt vs. Nelson
UFC Fight Night: Hunt vs. Nelson（ユーエフシー・ファイトナイト：ハント・バーサス・ネルソン、別名：UFC Fight Night 52）は、アメリカ合衆国の総合格闘技団体「UFC」の大会の一つ。2014年9月20日、埼玉県さいたま市のさいたまスーパーアリーナで開催された。

## 大会概要
本大会ではマーク・ハントとロイ・ネルソンによるヘビー級ワンマッチが組まれた。
キャリア17戦無敗のバンタム級クィーン・オブ・パンクラシスト中井りん、元SRCフェザー級王者金原正徳がUFCデビュー。

### カード変更
負傷などによるカードの変更は以下の通り。
- ユライア・フェイバー → アレックス・カサレス（第6試合）

- クリス・カリアソ → ジョン・デロス・レイエス（第7試合）

- カイル・ノーク → アミール・サダロー（第10試合）

- ダレン・エルキンス vs. 川尻達也 → 川尻の負傷により中止

## 試合結果

### プレリミナリーカード
第1試合 フェザー級ワンマッチ 5分3R
○  マキシモ・ブランコ vs.  ダン・フッカー ×
3R終了 判定3-0（29-28、29-28、29-28）
第2試合 ライト級ワンマッチ 5分3R
○  ジョニー・ケース vs.  徳留一樹 ×
2R 2:34 TKO（ギロチンチョーク）
第3試合 バンタム級ワンマッチ 5分3R
○  カン・ギョンホ vs.  田中路教 ×
3R終了 判定2-1（29-28、28-29、29-28）
第4試合 ウェルター級ワンマッチ 5分3R
○  イム・ヒョンギュ vs.  佐藤豪則 ×
1R 1:18 KO（肘打ち）
第5試合 フェザー級ワンマッチ 5分3R
○  菊野克紀 vs.  サム・シシリア ×
2R 1:38 リアネイキドチョーク
第6試合 バンタム級ワンマッチ 5分3R
○  金原正徳 vs.  アレックス・カサレス ×
3R終了 判定3-0（29-28、29-28、29-28）

### メインカード
第7試合 フライ級ワンマッチ 5分3R
○  堀口恭司 vs.  ジョン・デロス・レイエス ×
1R 3:48 TKO（パウンド）
第8試合 ウェルター級ワンマッチ 5分3R
○  国本起一 vs.  リチャード・ウォルシュ ×
3R終了 判定2-1（29-28、28-29、29-28）
第9試合 女子バンタム級ワンマッチ 5分3R
○  ミーシャ・テイト vs.  中井りん ×
3R終了 判定3-0（29-28、30-27、30-27）
第10試合 ウェルター級ワンマッチ 5分3R
○  秋山成勲 vs.  アミール・サダロー ×
3R終了 判定3-0（30-27、30-27、30-27）
第11試合 ライト級ワンマッチ 5分3R
○  マイルズ・ジュリー vs.  五味隆典 ×
1R 1:32 TKO（右ストレート→パウンド）
第12試合 ヘビー級ワンマッチ 5分5R
○  マーク・ハント vs.  ロイ・ネルソン ×
2R 3:00 KO（右アッパー）

### 各賞
ファイト・オブ・ザ・ナイト： カン・ギョンホ vs. 田中路教
パフォーマンス・オブ・ザ・ナイト： マーク・ハント、ジョニー・ケース
各選手にはボーナスとして5万ドルが支給された。